# مکسول مک‌کیب-لوکوس
مکسول مک‌کیب-لوکوس (زادهٔ ۱۹۷۸) بازیگر، فیلمنامه‌نویس، کارگردان و موسیقی‌دان کانادایی است. 

## دوران کاری
مک‌کیب-لوکوس در فیلم‌های سرزمین مردگان ، لارس و دختر واقعی ، هالک شگفت انگیز ، آشوب مدام ، شوهر و ضد تولد ظاهر شده است.  او در نقش‌های مکمل یا مهمان در مجموعه‌های تلویزیونی شهر شاد، اریکا بودن، شنونده، شتز کریک، دهان به دهان، تکه‌های تریسی، کوپر ، ۷ خوش‌شانس ،  و ایستگاه یازده ظاهر شده است.
مک‌کیب-لوکوس کارگردانی فیلم‌های کوتاه میمون سودوم و اعتراف در نیمه‌شب و فیلم بلند استنلیوایل با همکاری راب بنوی است. 